# Sundial
Sundial est le nom de code d'une des deux bombes nucléaires massives dont les essais sont prévus par l'University of California Radiation Laboratory, antenne de Livermore, dans le cadre d'un projet classifié, d'armement américain au début des années 1950. Annoncé par Edward Teller lors d'une réunion du Comité consultatif général de la Commission de l'énergie atomique (AEC), il est prévu pour avoir une puissance de 10 gigatonnes de TNT, tandis que son homologue, Gnomon, est prévu pour une puissance de 1 gigatonne.
Si elle était construite et explosait, Sundial créerait une boule de feu d'un diamètre allant jusqu'à 50 kilomètres (30 miles), enflammant instantanément tout dans un rayon de 400 kilomètres (250 miles) et provoquant un séisme de magnitude 9. On estime que l'explosion conduirait à un hiver nucléaire apocalyptique, abaissant considérablement les températures mondiales et contaminant les sources d'eau, entraînant des pertes humaines massives.

## Contexte
Le monde connaît des changements rapides au lendemain de la Seconde Guerre mondiale, y compris des avancées significatives en matière de technologie et de guerre. Le bilan humain de la Seconde Guerre mondiale atteint environ 60 millions de morts,,, et l'introduction des armes nucléaires crée un nouveau niveau de peur et d'incertitude. Après que les États-Unis développent et déploient leurs premières bombes atomiques, l'Union soviétique fait exploser sa première bombe en 1949, ce qui mène à une course aux armements nucléaires au cours de laquelle le nombre d'armes nucléaires passe de neuf en 1946 à 20 000 en 1960.

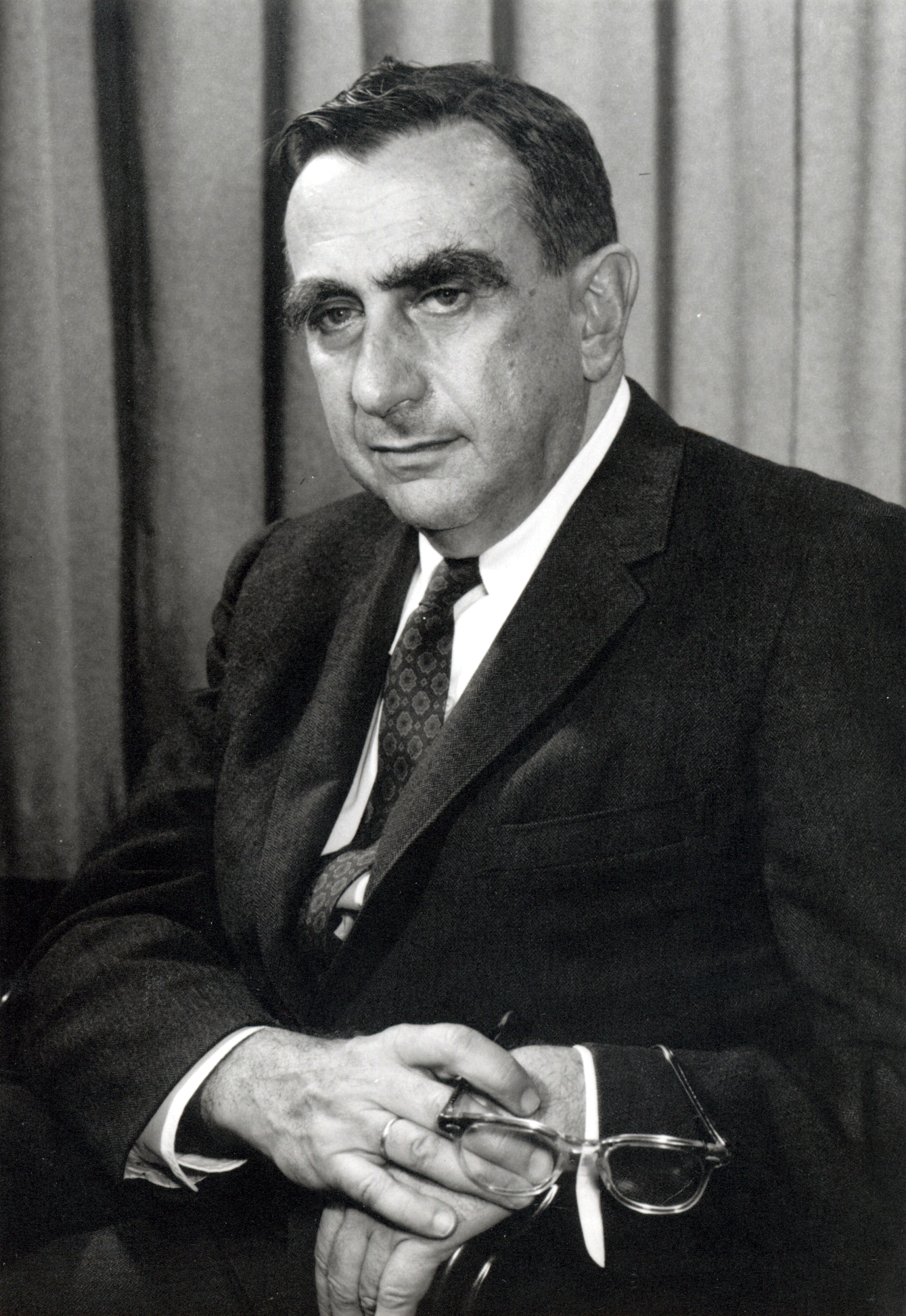
Edward Teller en 1958

Les premières armes nucléaires développées reposent uniquement sur la fission nucléaire du plutonium ou de l'uranium enrichi comme source d'énergie nucléaire. Vient ensuite le développement des armes thermonucléaires, communément appelées bombes à hydrogène, qui utilisent un étage primaire à fission pure ou à fission dopée pour initier la fusion nucléaire dans un étage secondaire, utilisant les isotopes de l'hydrogène deutérium et tritium comme combustible,. Les armes thermonucléaires peuvent être conçues pour être beaucoup plus puissantes que celles qui reposent uniquement sur la fission. L'essai Castle Bravo en 1954 a une puissance de 15 mégatonnes ; mille fois plus puissant que Little Boy, la bombe larguée sur Hiroshima.
Edward Teller préconise le développement d'une « superbombe » thermonucléaire depuis les débuts du Projet Manhattan, mais peu d'efforts sont déployés pour développer de telles armes avant que l'Union soviétique ne teste sa première bombe atomique en 1949. Le président Harry Truman ordonne à la Commission de l'énergie atomique de travailler au développement d'armes thermonucléaires en 1950,. Les premiers essais utilisant la fusion nucléaire ont lieu lors de l'Opération Greenhouse en 1951, qui comprennent le premier essai d'une arme à fission dopée lors du test Item. Le premier essai d'un véritable engin thermonucléaire, nom de code Ivy Mike, a lieu le 1er novembre 1952. L'explosion a une puissance de 10,4 mégatonnes et détruit la petite île d'Elugelab où elle est testée. Ce premier engin, cependant, est trop lourd pour fonctionner comme une arme livrable. Les premières conceptions d'armes thermonucléaires déployables sont testées lors de l'Opération Castle en 1954.

## Proposition et développement
Lors d'une réunion avec la Commission de l'énergie atomique en 1954, après l'Opération Castle, Teller propose l'engin Sundial de 10 gigatonnes et l'engin Gnomon de 1 gigatonne. D'autres participants à la réunion sont choqués par la proposition, et Isidor Isaac Rabi rejette l'idée comme un « coup de publicité » plutôt qu'une proposition sérieuse d'arme. S'il explosait à une altitude de 28 mi (45,061632 km) l'engin Sundial pourrait déclencher des incendies sur une zone de la taille de la France. Bien qu'aucun des deux engins ne soit jamais construit ni testé, le Laboratoire national Lawrence Livermore élabore des plans pour tester un prototype de l'arme Gnomon lors de l'Opération Redwing en 1956.